# 本銚子駅
本銚子駅（もとちょうしえき）は、千葉県銚子市清水町にある、銚子電気鉄道銚子電気鉄道線の駅である。駅番号はCD04。

## 歴史
- 1913年（大正2年）：銚子遊覧鉄道銚子遊覧線の駅として路線とともに建設。
  - 12月28日：開業。
- 1917年（大正6年）11月20日：銚子遊覧鉄道の解散に伴う路線廃止のため営業を終了。
- 1923年（大正12年）7月5日：銚子鉄道銚子鉄道線の駅として改めて開業。駅舎を新設。
- 1948年（昭和23年）8月20日：企業再建整備法による銚子電気鉄道の設立に伴い、同日付で解散した銚子鉄道より譲渡。引き続き銚子電気鉄道の駅として営業。
- 1995年（平成7年）6月24日：当駅と笠上黒生駅との間で、列車衝突事故が発生。
- 2008年（平成20年）1月1日：完全無人化。
- 2016年（平成28年）：ヒゲタ醤油が命名権（ネーミングライツ）を取得、ヒゲタ400年玄蕃の里の愛称が1年間付けられた[1]。
- 2017年（平成29年）
  - 6月1日：同日から11月30日の期間中、京葉東和薬品が命名権を取得、上り調子 本調子 京葉東和薬品の愛称が付けられ[2]、その後も契約が更新されている[3]。
  - 8月26日 - 27日：日本テレビ『24時間テレビ40』のプロジェクトにより駅舎が改修される[4][5][6]。

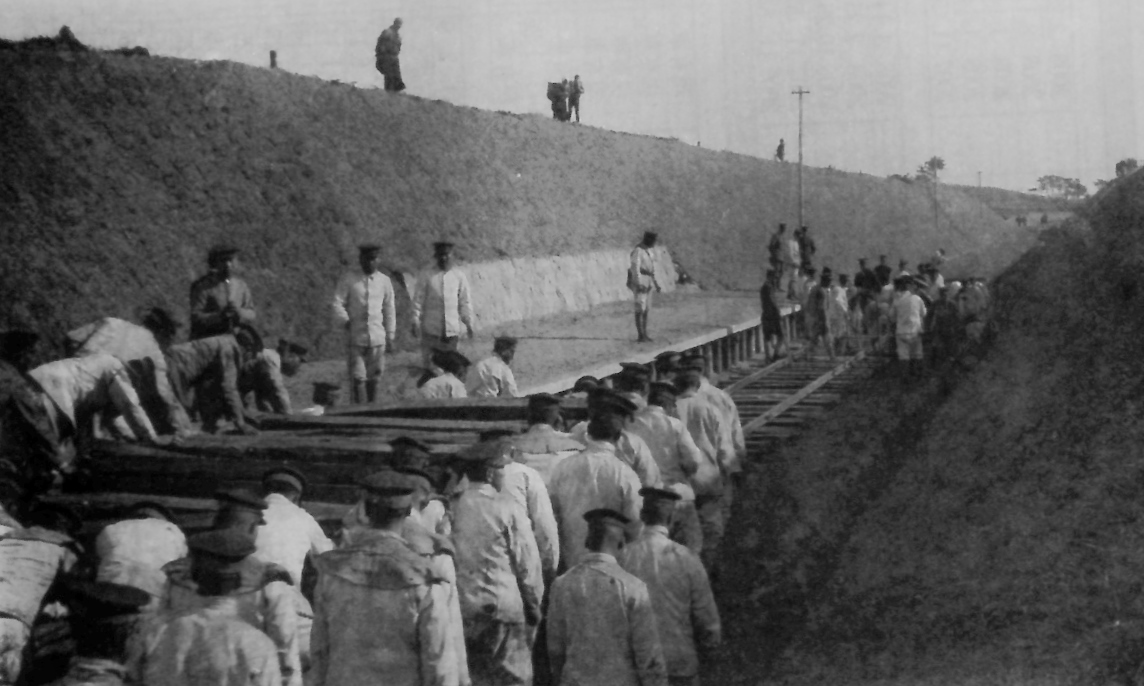
銚子電気鉄道の前身である銚子遊覧鉄道として建設中の本銚子駅（1913年頃）
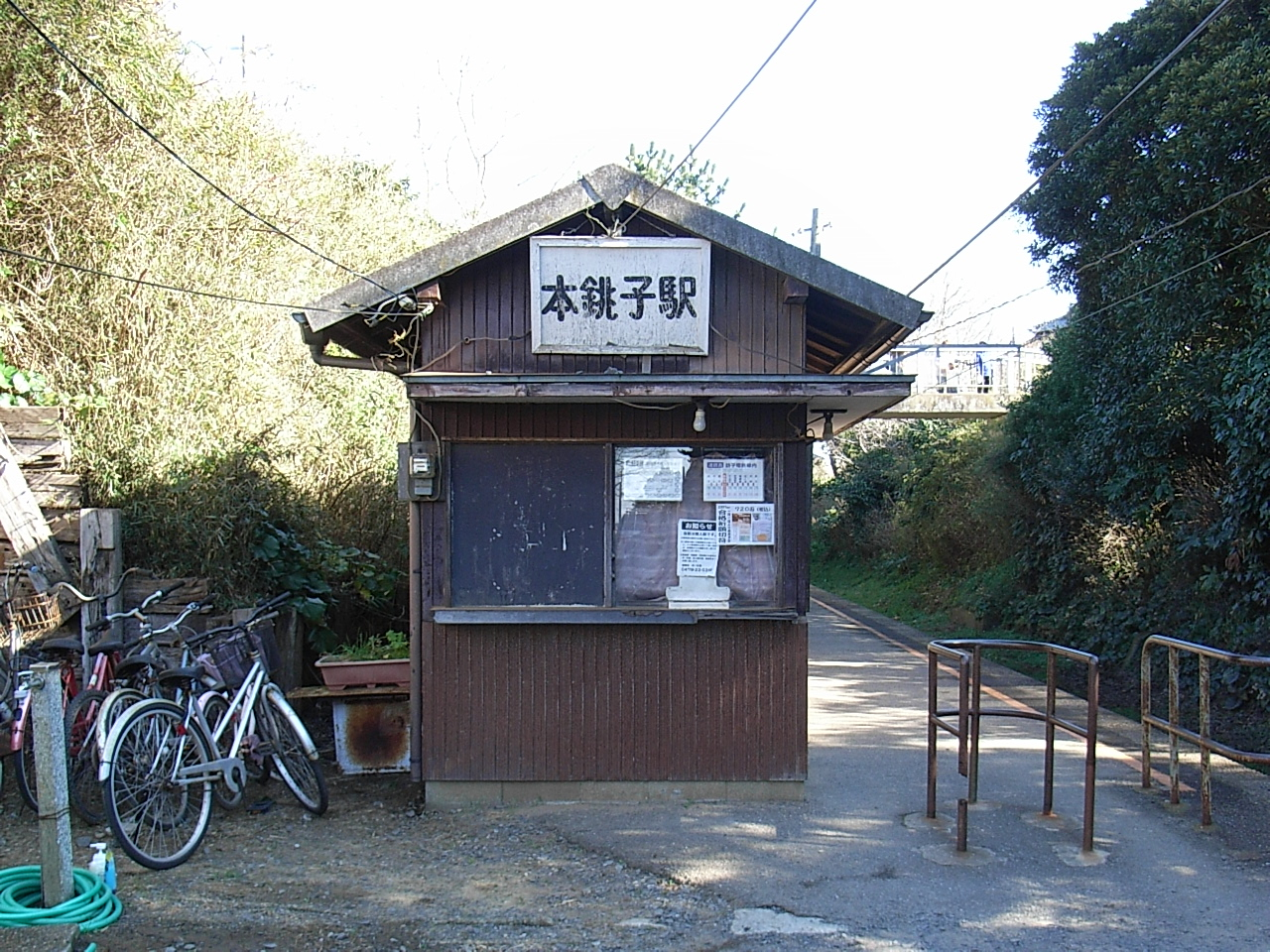
改装前の旧駅舎（2007年1月）
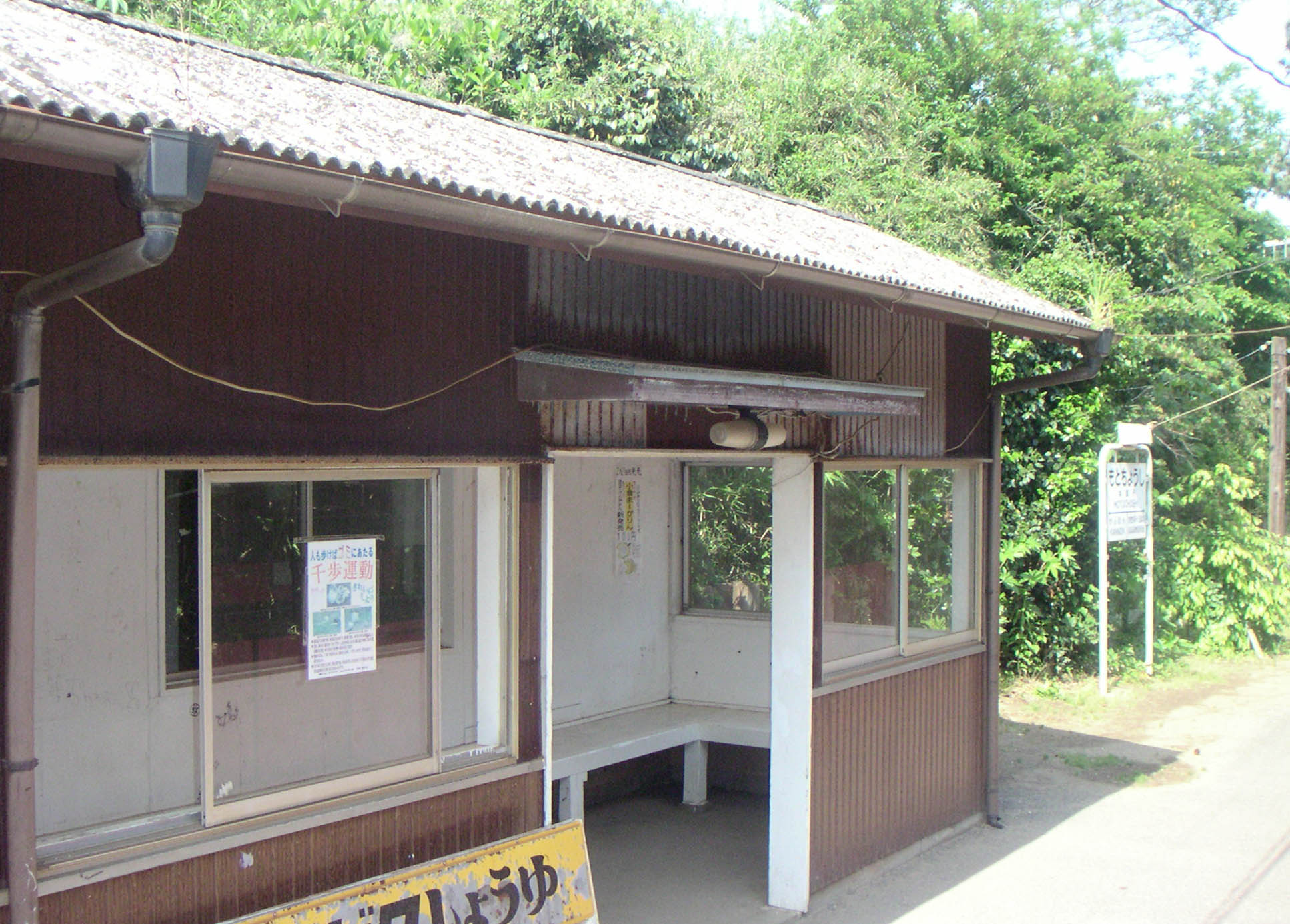
改装前の旧待合室および駅名標（2005年5月）

## 駅構造
単式ホーム1面1線を有する地上駅であり、駅舎は木造平屋建て（木造駅舎）で、簡易な駅務室と、待合室が併設される。
駅の至近には銚子市立清水小学校があり、2007年12月までは通学時間帯のみ駅員を配置していたが、合理化により、2008年以降海鹿島駅共々完全無人化された。

### 駅舎について
駅舎は1923年に当駅が銚子鉄道の駅として改めて開業した（詳細は「銚子遊覧鉄道#沿革」および「銚子電気鉄道#歴史」を参照）際に建てられたもので、その後何回か改修が行われているが、築後百年近くが経過し、近年は老朽化が著しく、全面的な改修もしくは建て替えが望まれる状態であった。しかし、所有・管理する銚子電気鉄道には建て替えのための予算の余裕がなく、2000年代に入ると修復が行われていない箇所が目立つものとなっていた。
2017年8月26日 - 8月27日に、日本テレビ系列『24時間テレビ40』内の企画である「ヒロミの24時間リフォーム〜オンボロ駅を直そう！〜」にて、当駅の主な利用客である銚子市立清水小学校の生徒より依頼された、という形でヒロミがリフォームを手掛けた。これにより、駅舎は外壁、屋根、待合室内といった箇所を一新し、レンガ様の外壁の大正モダン風のものとなった。待合室内には清水小学校の生徒が製作したガラスを用いたステンドグラスが飾られている。
リフォームと同時に駅舎内の掛け時計も新調したが、2018年に時計が盗難に遭い、銚子電鉄が情報提供を呼びかけたが見つからなかったため、鉄道ファンから別の時計を寄贈して貰ったが、2020年10月に再度盗難に遭ったことが明らかになった。

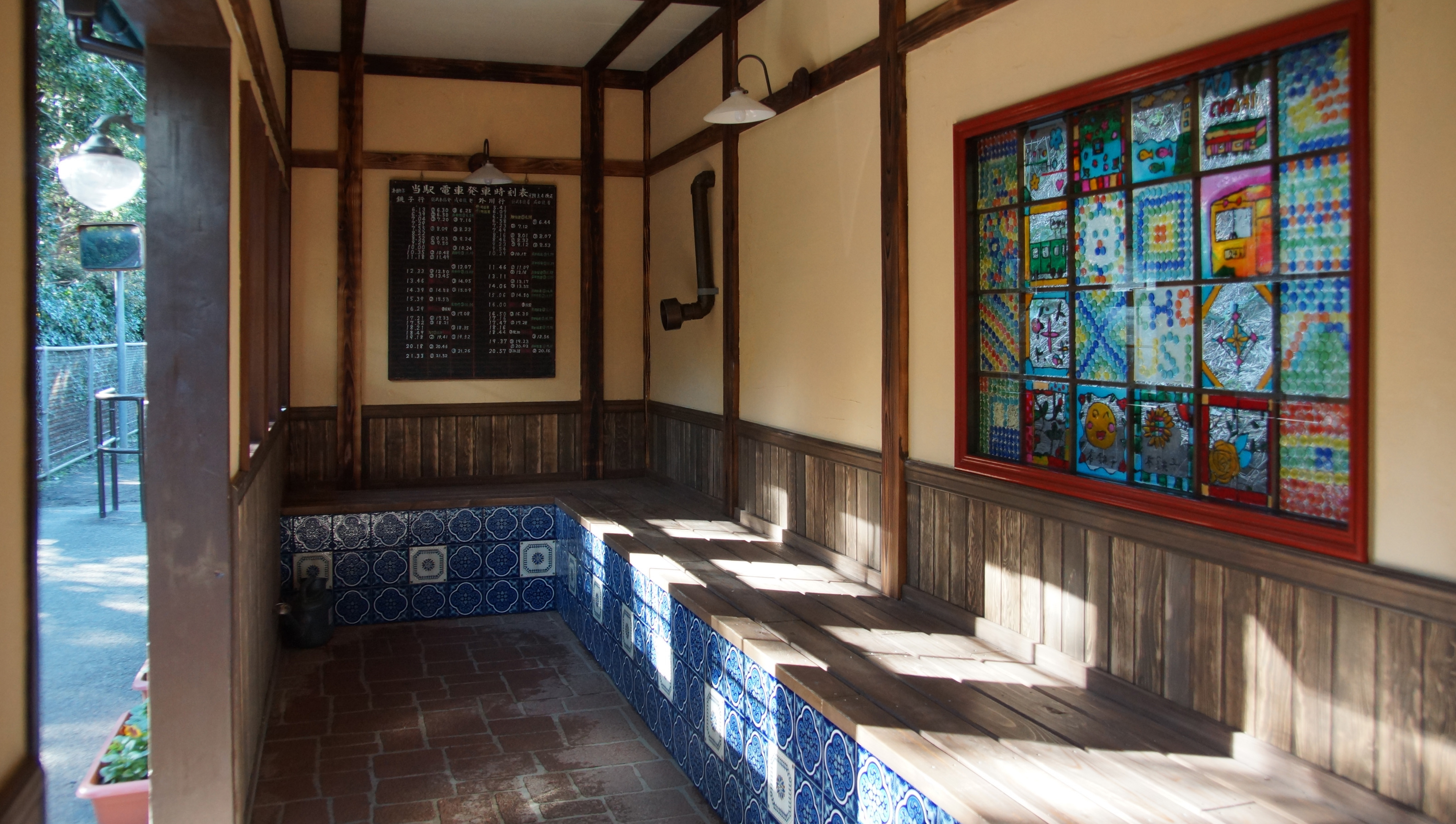
待合室のステンドグラス（2017年11月）
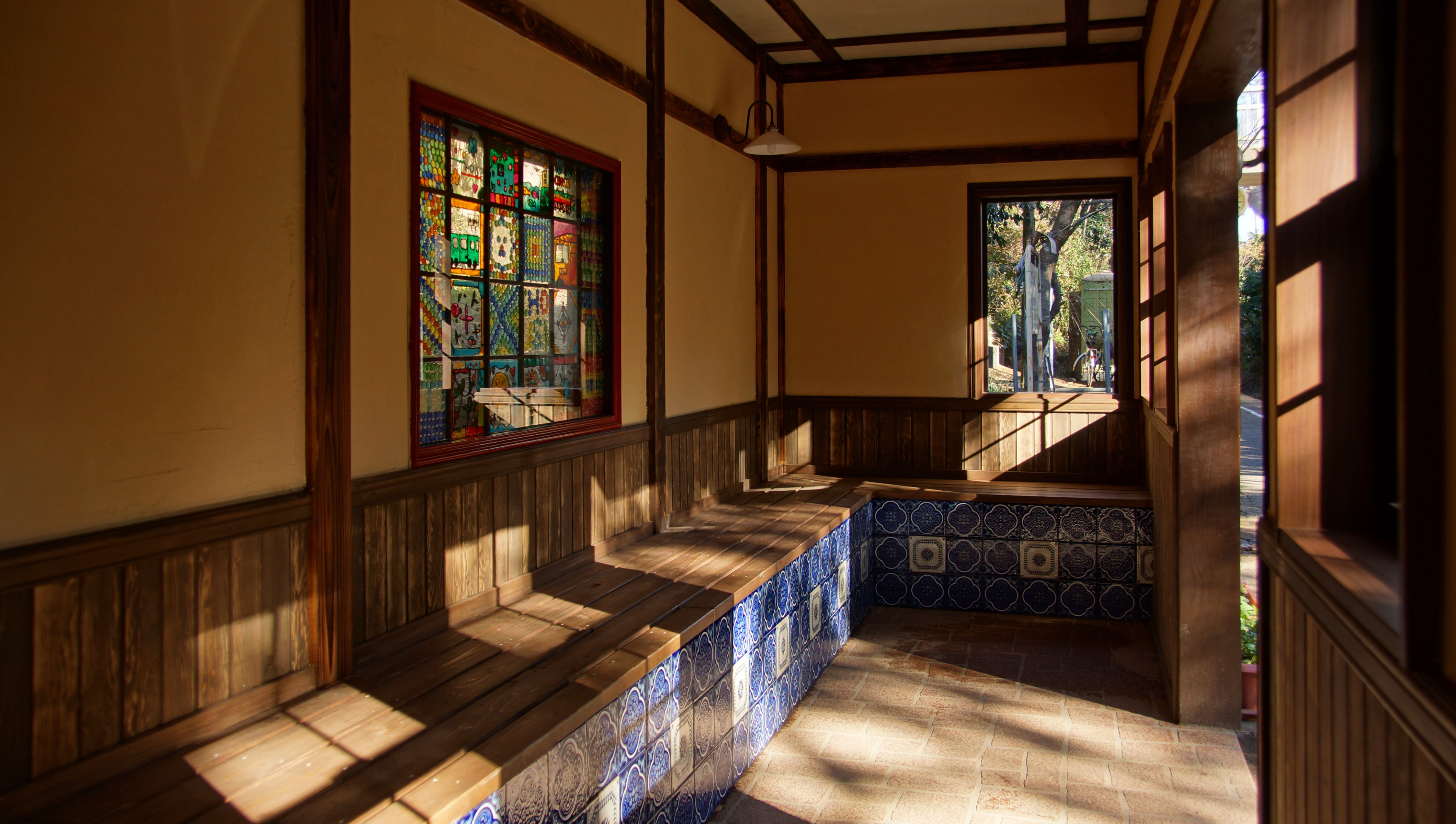
大正モダン風の待合室（2017年11月）

## 利用状況
1日平均乗車人員 77人（2019年度）。駅前にある清水小学校へ通学する小学生の利用が多い。近年の一日平均乗車人員推移は下表の通り。
| 年度   | 一日平均 乗車人員 |
| ------ | ----------------- |
| 2007年 | 189               |
| 2008年 | 180               |
| 2009年 | 181               |
| 2010年 | 156               |
| 2011年 | 135               |
| 2012年 | 139               |
| 2013年 | 119               |
| 2014年 | 100               |
| 2015年 | 86                |
| 2016年 | 79                |
| 2017年 | 90                |
| 2018年 | 88                |
| 2019年 | 77                |

## 駅周辺

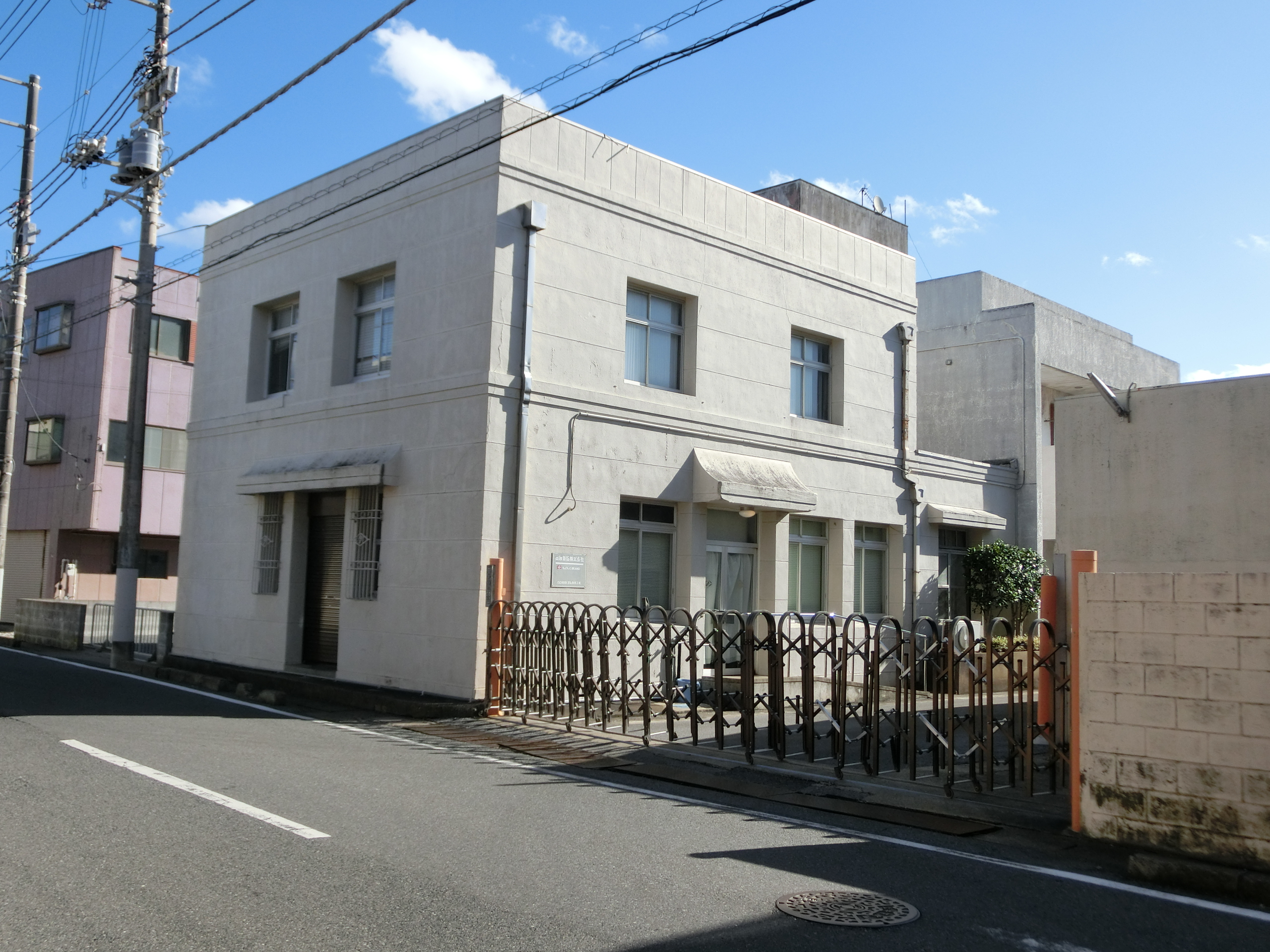
田原缶詰本社

駅全体が切り通しの中にあり、周辺は林となっている。アジサイの開花シーズンにはホームの反対側の植え込みから隣駅の笠上黒生駅間にかけて多くのアジサイが咲く。
駅の東側にある跨線歩道橋「清愛橋」上からは、銚子電気鉄道線および駅を見下ろす形で眺めることができ、著名な撮影名所となっている。ただし、当駅は切り通しの中にあるため遠景が望み難く、一見して社寺の林の中に存在するかのような佇まいとなっている。
駅北側は漁港を抱える本銚子地区の商業・飲食業集積地であり、とりわけ多いのがスナック・居酒屋などの酒場とすし店である。水産加工工場も南北に多い。また、駅の南側には住宅地が広がっている。
- 千葉県道254号銚子公園線
- 銚子市立第一中学校
- 銚子市立明神小学校
- 銚子市立清水小学校
- 浅間・愛宕神社
  - 祭神は木花乃佐久夜毘売命と火産霊命。毎年7月第3土曜日に行われる浅間様の祭りでは多くの夜店が出る。丘の上から利根川の河口を望める。
- 銚子愛宕郵便局
- 銚子植松郵便局
- 田原缶詰本社
- 吉田東伍終焉碑（海静寺）
- 後飯町公園
- 天狗湯跡地

## 隣の駅
銚子電気鉄道
■銚子電気鉄道線
観音駅（CD03） - 本銚子駅（CD04） - 笠上黒生駅（CD05）